# Marvin Omuvwie
Marvin Omonigho Omuvwie (Berlino, 11 luglio 1997) è un cestista tedesco. Alto 195 cm per 94 kg, gioca principalmente nel ruolo di guardia tiratrice (shooting guard) e attualmente milita nel Phoenix Hagen, squadra della seconda divisione tedesca (ProA).

## Carriera
Omuvwie ha iniziato la sua carriera giovanile nel Basketball Berlin Süd e successivamente nel TuS Lichterfelde. Nel 2013 è entrato nel settore giovanile del Ratiopharm Ulm, dove ha giocato anche per i Weißenhorn Youngstars in ProB, la terza divisione tedesca. Con questa squadra ne ha vinto il campionato nella stagione 2016/17, contribuendo con una media di 7,7 punti e 3,5 rimbalzi a partita in 31 presenze.
Nel dicembre 2016 ha debuttato in Bundesliga con il Ratiopharm Ulm. Successivamente, ha giocato per i Nürnberg Falcons BC (2017–2019), con cui ha ottenuto la promozione in Bundesliga nel 2019, segnando una media di 2,6 punti a partita nella stagione dell'ascesa. Ha poi militato nel BG Göttingen (2019–2021) e nel Brose Bamberg (2021–2022), dove ha avuto un ruolo limitato, con una media di circa 5 minuti a partita in 24 presenze.
Nell'estate del 2022 è passato al Phoenix Hagen. Tuttavia, problemi fisici come un'ernia inguinale e un'infiammazione del pube lo hanno costretto a un lungo stop nella stagione 2023/24. Nonostante ciò, il club ha rinnovato il suo contratto per la stagione 2024/25.

## Nazionale
Omuvwie ha rappresentato la Germania a livello giovanile, partecipando al Campionato Europeo Under 16 di pallacanestro nel 2013.

## Curiosità
È figlio di madre tedesca e padre nigeriano. Oltre alla carriera sportiva, è attivo sui social media, dove condivide contenuti motivazionali e legati al fitness.